# Osvaldo Escudero
Osvaldo Escudero est un footballeur argentin né le 15 octobre 1960. Il évoluait au poste d'attaquant. Après sa carrière de joueur, il se reconvertit comme entraîneur.

## Biographie

### Carrière de joueur
Osvaldo Escudero joue en Argentine, en Équateur, et au Japon.
Il dispute 12 matchs en Copa Libertadores, inscrivant deux buts.
Il participe avec l'équipe d'Argentine des moins de 20 ans à la Coupe du monde des moins de 20 ans 1979 organisée au Japon. Lors du mondial junior, il joue cinq matchs, inscrivant un but contre la Yougoslavie en phase de groupe. L'Argentine remporte le mondial en battant l'Union soviétique en finale.

### Carrière d'entraîneur
Il dirige les joueurs du club hondurien du Santa Tecla de 2014 à 2016.

## Palmarès

### Joueur
- Vainqueur de la Coupe du monde des moins de 20 ans en 1979 avec l'équipe d'Argentine des moins de 20 ans

### Entraîneur
- Champion du Salvador en 2015 (Tournoi de clôture) avec le Santa Tecla